# The Tourniquet
Albums de Magnet
On Your Side
(2003) The Simple Life
(2007)
The Tourniquet est le troisième album de Magnet, d'abord sorti en Norvège le 30 mai 2005 où il s'est classé deuxième du classement des ventes nationales. L'album a pris le nom « d'une boisson qu'Even a goûtée dans un bar de l'aéroport de Singapour, en revenant de Los Angeles où il avait effectué des enregistrements ». Il y a eu 2 singles extraits de cet album : Hold On et Fall At Your Feet. Le titre Believe aurait dû aussi être un single mais celui-ci n'est jamais sorti. L'édition américaine de cet album inclut la chanson This Bird Can Never Fly comme titre bonus. Ce titre est sorti à l'origine en Face B du single Fall At Your Feet.

## Titres
1. Hold On – 5:00
2. Duracellia – 4:01
3. The Pacemaker – 5:06
4. Believe – 3:37
5. All You Ask – 4:07
6. Deadlock – 4:04
7. Fall At Your Feet – 3:27
8. Blow By Blow – 3:59
9. Miss Her So – 3:41
10. Jaws – 3:34
11. This Bird Can Never Fly (Titre Bonus US) - 3:16

## Singles
- Hold On (22 août 2005)
- Fall At Your Feet (5 décembre 2005)
- Believe [single annulé]

## Charts
- #2 :  Norvège[2]